# Ted Lasso
Ted Lasso è una serie televisiva statunitense creata da Bill Lawrence e Jason Sudeikis.
La serie, presentata in anteprima su Apple TV+ il 14 agosto 2020 e rinnovata per una seconda e una terza stagione cinque giorni dopo la sua anteprima, è basata sul medesimo personaggio che Sudeikis ha interpretato per la prima volta in una serie di promo per la copertura della Premier League da parte di NBC Sports.

## Trama
Ted Lasso, coach di football americano, viene inaspettatamente assunto da Rebecca Welton, presidente del club di calcio AFC Richmond, come allenatore. Pur non sapendo nulla di calcio, Ted decide di accettare l'incarico e si trasferisce a Londra, ignaro del fatto che il suo ingaggio è un tentativo della Welton di screditare l'ex marito, precedente proprietario del Richmond.
Sebbene all'inizio non sia visto di buon occhio, Ted pian piano riesce, grazie al suo carattere positivo e alle sue capacità di motivatore, a conquistare la fiducia dei giocatori e a far cambiare idea alla presidente Welton.

## Episodi
| Stagione         | Episodi | Pubblicazione USA | Pubblicazione Italia |
| ---------------- | ------- | ----------------- | -------------------- |
| Prima stagione   | 10      | 2020              | 2020                 |
| Seconda stagione | 12      | 2021              | 2021                 |
| Terza stagione   | 12      | 2023              | 2023                 |

## Personaggi e interpreti

### Principali
- Ted Lasso (stagioni 1-3), interpretato da Jason Sudeikis, doppiato da Massimo De Ambrosis.
Un allenatore di football americano, che ha guidato i Wichita State Shockers alla vittoria di un campionato di II Divisione NCAA, viene assunto per allenare una squadra di calcio. È un americano folkloristico, ama allenare e si preoccupa più delle persone che delle vittorie, oltre a essere più intelligente di quanto sembri. Il regista ha dichiarato che il cognome del personaggio è stato ispirato dal suo compositore rinascimentale preferito, Orlando di Lasso.
- Rebecca Welton (stagioni 1-3), interpretata da Hannah Waddingham, doppiata da Laura Romano.
A seguito del suo divorzio, diventa la nuova proprietaria dell'AFC Richmond. Vuole rovinare la squadra perché era l'unica cosa che il suo ex marito amava.
- Leslie Higgins (stagioni 1-3), interpretato da Jeremy Swift, doppiato da Ambrogio Colombo.
Direttore operativo della squadra. Adulatore e servitore della signora Welton, la aiuta nel suo piano di rovinare la squadra, salvo diventare lentamente solidale con i modi di Ted.
- Jamie Tartt (stagioni 1-3), interpretato da Phil Dunster, doppiato da Sacha Pilara.
Una giovane star emergente, egoista e ostacolo per lo spirito di squadra che Ted cerca di instillare a Richmond.
- Roy Kent (stagioni 1-3), interpretato da Brett Goldstein, doppiato da Marco Giansante.
Capitano della squadra del Richmond, una star invecchiata e spesso arrabbiata che ha vinto la Champions League con il Chelsea 8 anni prima, in seguito diventerà allenatore della squadra.
- Willis Beard (stagioni 1-3), interpretato da Brendan Hunt, doppiato da Fabrizio Dolce.
Assistente e amico taciturno di Lasso.
- Nate Shelley (stagioni 1-3), interpretato da Nick Mohammed, doppiato da Simone Crisari.
Magazziniere e tuttofare della squadra, non crede in sé stesso ma sa molto di calcio. Ted lo chiama "Nate il Grande" e poco a poco viene sempre più coinvolto a collaborare con gli allenatori.
- Keeley Jones (stagioni 1-3), interpretata da Juno Temple, doppiata da Annalisa Usai.
Modella e la fidanzata di Jamie Tartt all'inizio della serie. Lavora per la squadra come PR.
- Sharon Fieldstone (stagione 2, guest stagione 3), interpretata da Sarah Niles, doppiata da Guendalina Ward.
Psicologa sportiva della squadra.
- Rupert Mannion (stagione 3, ricorrente stagione 1, guest stagione 2), interpretato da Anthony Head, doppiato da Fabrizio Pucci.
Ex marito di Rebecca ed ex proprietario del Richmond, in seguito acquisterà il West Ham.
- Sam Obisanya (stagione 3, ricorrente stagioni 1-2), interpretato da Toheeb Jimoh, doppiato da Ezzedine Ben Nekissa.
Giovane giocatore della Nigeria che sta ritrovando il suo equilibrio.
- Dani Rojas (stagione 3, ricorrente stagioni 1-2), interpretato da Cristo Fernández, doppiato da Danny Francucci.
Giocatore messicano che si unisce alla squadra a metà stagione.
- Isaac McAdoo (stagione 3, ricorrente stagioni 1-2), interpretato da Kola Bokinni, doppiato da Emanuele Natalizi.
Vice capitano della squadra, poi promosso capitano.
- Colin Hughes (stagione 3, ricorrente stagioni 1-2), interpretato da Billy Harris, doppiato da Dario Follis.
Giovane giocatore gallese.
- Trent Crimm (stagione 3, ricorrente stagioni 1-2), interpretato da James Lance, doppiato da Gabriele Sabatini.
Giornalista sportivo di The Independent, nella terza stagione scriverà un libro sul Richmond.

### Ricorrenti

#### AFC Richmond
- Richard Montlaur (stagioni 1-3), interpretato da Stephen Manas, doppiato da Francesco Fabbri.
Un giovane, centrocampista francese donnaiolo.
- Thierry Zoreaux (stagioni 1-3), interpretato da Moe Jeudy-Lamour, doppiato da Stefano Starna.
Un portiere franco-canadese, amico intimo di Isaac. Nella terza stagione, Zoreaux cambia il suo nome in "Van Damme" come Jean-Claude Van Damme.
- Will Kitman (stagioni 2-3, guest stagione 1), interpretato da Charlie Hiscock.
Il nuovo responsabile delle attrezzature dopo la promozione di Nate.
- Jan Maas (stagioni 2-3), interpretato da David Elsendoorn, doppiato da Lorenzo Rossi.
Un centravanti olandese noto per la sua personalità schietta, trasferitosi a Richmond dall'Ajax.
- Moe Bumbercatch (stagioni 2-3), interpretato da Mohammed Hashim.
Un centrocampista svizzero che è amico intimo di Richard.
- Arlo Dixon, interpretato da Ash Bayliss.
Terzino destro inglese del Richmond. Porta il nome di Arlo White e Lee Dixon.
- Gareth Canterbury (stagioni 1-2), interpretato da Flaurese.
Terzino sinistro del Richmond, originario di Slough. Il suo nome e la sua città natale sono un riferimento alla versione britannica di The Office, in particolare ai personaggi Gareth Keenan e Tim Canterbury.
- Zava (stagione 3), interpretato da Maximilian Osinski.
Un attaccante di talento ma eccentrico.[5] Zava è basato sull'attaccante svedese Zlatan Ibrahimović, uno dei calciatori più decorati di tutti i tempi,[6][7] mentre Osinski dice che è un "mix tra Ibrahimović e l'attaccante francese Eric Cantona".[8]

#### Altri personaggi
- Mae Green (stagioni 1-3), interpretata da Annette Badland, doppiata da Daniela Di Giusto.
Proprietaria del pub dei tifosi dell'AFC Richmond.
- Henry Lasso (stagioni 1-3), interpretato da Gus Turner.
Figlio di Ted.
- Baz, Jeremy e Paul (stagioni 1-3), interpretati da Adam Colborne, Bronson Webb e Kevin Garry, doppiati da Gianluca Cortesi, Giorgio Paoni e Metello Mori.
Un trio di fan sfegatati dell'AFC Richmond.
- Bex (stagione 1, guest stagioni 2-3), interpretata da Keeley Hazell.
La nuova fidanzata di Rupert e successivamente sua terza moglie.
- Flo Collins (stagioni 1-3), interpretata da Ellie Taylor, doppiata da Francesca Fiorentini.
La migliore amica di Rebecca, che si sente attratta da Ted.
- Jane Payne (stagione 2, guest stagioni 1, 3), interpretata da Phoebe Walsh.
La fidanzata di coach Beard, che si è avvicendata nel corso degli anni.
- Phoebe (stagioni 2-3, guest stagione 1), interpretata da Elodie Blomfield.
La nipote di Roy.
- George Cartrick (stagione 2, guest stagioni 1, 3), interpretato da Bill Fellows.
L'ex allenatore di Richmond che Ted ha sostituito; in seguito è diviene ospite della trasmissione televisiva Soccer Saturday.
- Ms. Bowen (stagione 2, guest stagione 3), interpretata da Ruth Bradley.
L'insegnante di Phoebe.
- Michelle Keller (stagione 3, guest stagioni 1-2), interpretata da Andrea Anders.
L'ex moglie di Ted.
- Jade (stagione 3, guest stagione 2), interpretata da Edyta Budnik.
Una hostess del ristorante preferito di Nate, alla fine fidanzata di Nate.
- Barbara (stagione 3), interpretata da Katy Wix.
CFO della KJPR. La sua personalità pratica e senza fronzoli si scontra spesso con la personalità solare di Keeley.
- Shandy Fine (stagione 3), interpretata da Ambreen Razia.
Un'amica modella di Keeley che si unisce alla KJPR. In seguito, Keeley deve licenziare Shandy per il suo comportamento poco professionale.
- Jack Danvers (stagione 3), interpretata da Jodi Balfour.
Una venture capitalist che vuole investire nella società di pubbliche relazioni di Keeley.[9]
- Ms. Kakes (stagione 3), interpretata da Rosie Lou.
Assistente di Rupert al West Ham. Rupert tradisce Bex con lei, proprio come ha fatto con le sue prime due mogli.
- Deryck (stagione 3), interpretata da Spencer Jones.
Il proprietario del ristorante preferito di Nate.

## Produzione

### Sviluppo
Jason Sudeikis ha originariamente interpretato il personaggio di Ted Lasso nel 2013 come parte di una serie di spot televisivi per NBC Sports che promuovevano la copertura della Premier League, in cui Lasso è raffigurato come il nuovo capo allenatore del Tottenham Hotspur F.C..
Verso il 2015, l'allora fidanzata di Sudeikis Olivia Wilde gli suggerì di rivisitare il personaggio, magari in una storia in cui Lasso cambiava direzione alla sua carriera. Mentre il Lasso originale era più ampiamente comico e, come Sudeikis lo ha descritto, "bellicoso", egli decise di rendere Lasso più simpatico per la serie televisiva, spiegando le ragioni di questa scelta in un'intervista del maggio 2023 al The Guardian:
La serie è stata commissionata nell'ottobre 2019 da Apple TV+, con Sudeikis che riprende il ruolo. Il produttore televisivo e creatore di Scrubs Bill Lawrence è stato chiamato a lavorare su una serie televisiva basata sul personaggio nel 2017. La serie è co-prodotta della Warner Bros. Television, dove ha sede la casa di produzione di Lawrence Doozer, che controlla i diritti di distribuzione della serie, e della filiale della NBC Universal Television, che è un "partner passivo".
Il 19 agosto 2020, Apple TV+ ha rinnovato la serie per una seconda stagione di 10 episodi. In seguito è stato confermato che la seconda stagione è stata ampliata a 12 episodi. Il 28 ottobre 2020, la serie è stata rinnovata per una terza stagione. In un episodio del podcast di rewatch di Scrubs Fake Doctors, Real Friends with Zach + Donald, Lawrence ha indicato che Ted Lasso sarebbe stato probabilmente uno "show di tre stagioni" a causa della limitata disponibilità di Sudeikis oltre la terza stagione, e che la storia aveva una risoluzione pianificata all'interno di queste tre stagioni. Nel giugno 2022, Brett Goldstein ha anche commentato che la serie si sarebbe conclusa dopo tre stagioni: "La stiamo scrivendo così". Nel marzo 2023, Sudeikis ha dichiarato che la terza stagione "è la fine di questa storia che volevamo raccontare" e che ci sono possibilità di spin-off. In un'intervista pubblicata nell'agosto del 2023, Declan Lowney, che ha diretto diversi episodi della serie, ha ribadito che la terza stagione è "la fine, per ora" e che ci vorranno "due o tre anni [dalle riprese della stagione] prima che accada qualcosa - se accadrà qualcosa".
Nell'ottobre 2021, Apple TV+ ha raggiunto un accordo di licenza con la Premier League del valore di 500000 £ (circa 584000 €) affinché la serie presenti i loghi del campionato, i kit ed il trofeo a partire dalla terza stagione. Il 6 marzo 2022, un giorno prima dell'inizio delle riprese della terza stagione, Nike ha postato sul suo account ufficiale Twitter una foto del suo logo Swoosh sulle maglie dell'AFC Richmond, lasciando intendere che la produzione dello show aveva raggiunto un accordo con l'azienda per agire come produttore "ufficiale" del kit del club fittizio negli episodi futuri.
Il 25 agosto 2024 viene annunciata la produzione di una quarta stagione.
Alcune fonti hanno notato le numerose somiglianze tra il personaggio di Ted Lasso e Terry Smith, un allenatore di football americano che è diventato il primo americano a diventare manager/allenatore capo di una squadra di calcio professionistica inglese. AppleMagazine.com scrive che la serie "è stata in realtà ispirata dalla storia di Terry Smith, un allenatore di football americano che ha rilevato la squadra di calcio inglese Chester City e si è poi insediato come allenatore della prima squadra".

### Sceneggiatura
Anche gli attori della serie Brett Goldstein e Brendan Hunt si sono uniti al team di scrittura insieme a Sudeikis, come secondo e terzo membro del cast principale. Mentre Hunt e Sudeikis hanno fatto parte del cast e del team di scrittura fin dall'inizio, Goldstein era inizialmente uno scrittore e un editor di storie. È stato solo dopo aver inviato un provino video di alcune scene già scritte di Roy Kent allo showrunner, Bill Lawrence, che Goldstein è stato scelto.
Gli episodi Canto delle campane e L'after hours di Beard sono stati i due episodi sviluppati quando la seconda stagione è stata ampliata di due episodi, inserendosi nella continuità della seconda stagione senza intaccare le trame degli episodi già scritti.

### Cast
Theo Park è il direttore del casting della serie. Nick Mohammed, che interpreta Nate Shelley, aveva originariamente fatto il provino per il ruolo di Leslie Higgins, che alla fine è andato a Jeremy Swift. Park ha spinto per far interpretare a Phil Dunster il ruolo di Jamie Tartt, anche se in origine il personaggio doveva essere originario dell'America Latina e interpretato da Cristo Fernández. Il personaggio di Sam Obisanya doveva essere originariamente di origine ghanese, ma è stato cambiato dopo il casting di Toheeb Jimoh. Nel marzo 2021, Sarah Niles ha assunto il ruolo della dottoressa Sharon Fieldstone, psicologa dello sport per l'AFC Richmond, in un ruolo principale per la seconda stagione. Riguardo al casting di Niles, Park ha detto che "era davvero importante che [Niles] avesse un vero senso di sicurezza e fosse quasi del tutto imperturbabile"." Kiki May ha interpretato Nora, la figlia adolescente di Sassy, in un ruolo ricorrente durante la seconda stagione. L'inizio del casting per la terza stagione era previsto per la fine del 2021. Jodi Balfour ha ottenuto il ruolo di Jack, un'investitrice di capitale di rischio, in un ruolo ricorrente per la terza stagione nell'aprile 2022.

## Riconoscimenti
- Golden Globe
  - 2021 – Miglior attore in una serie commedia o musicale a Jason Sudeikis[39]
  - 2021 – Candidatura per la miglior serie commedia o musicale[39]
  - 2022 – Miglior attore in una serie commedia o musicale a Jason Sudeikis
  - 2022 – Candidatura per la miglior serie commedia o musicale
  - 2022 – Candidatura per il miglior attore non protagonista in una serie a Brett Goldstein
  - 2022 – Candidatura per la miglior attrice non protagonista in una serie a Hannah Waddingham
  - 2024 - Candidatura come miglior attore in una seria commedia o musicale a Jason Sudeikis
  - 2024 - Candidatura per la miglior serie commedia o musicale
- Critics' Choice Awards
  - 2021 – Miglior serie commedia
  - 2021 – Miglior attore protagonista in una serie commedia a Jason Sudeikis
  - 2021 – Miglior attrice non protagonista in una serie commedia a Hannah Waddingham
- Premio Emmy
  - 2021 – Miglior serie commedia
  - 2021 – Miglior attore protagonista in una serie comica a Jason Sudeikis
  - 2021 – Miglior attore non protagonista in una serie comica a Brett Goldstein
  - 2021 – Candidatura per il miglior attore non protagonista in una serie comica a Brendan Hunt
  - 2021 – Candidatura per il miglior attore non protagonista in una serie comica a Nick Mohammed
  - 2021 – Candidatura per il miglior attore non protagonista in una serie comica a Jeremy Swift
  - 2021 – Miglior attrice non protagonista in una serie comica a Hannah Waddingham
  - 2021 – Candidatura per la miglior attrice non protagonista in una serie comica a Juno Temple
  - 2021 – Candidatura per la miglior regia di una serie comica a Zach Braff per l'episodio Biscotti
  - 2021 – Candidatura per la miglior regia di una serie comica a Declan Lowney per l'episodio Make Rebecca Great Again
  - 2021 – Candidatura per la miglior regia di una serie comica a MJ Delaney per l'episodio La speranza che ti uccide
  - 2021 – Candidatura per la miglior sceneggiature di una serie comica a Jason Sudeikis, Bill Lawrence, Brendan Hunt e Joe Kelly per l'episodio Pilota
  - 2021 – Candidatura per la miglior sceneggiature di una serie comica a Jason Sudeikis, Brendan Hunt e Joe Kelly per l'episodio Make Rebecca Great Again
  - 2022 – Miglior serie commedia
  - 2022 – Miglior attore protagonista in una serie comica a Jason Sudeikis
  - 2022 – Miglior attore non protagonista in una serie comica a Brett Goldstein
  - 2022 – Candidatura per il miglior attore non protagonista in una serie comica a Toheeb Jimoh
  - 2022 – Candidatura per il miglior attore non protagonista in una serie comica a Nick Mohammed
  - 2022 – Candidatura per la miglior attrice non protagonista in una serie comica a Sarah Niles
  - 2022 – Candidatura per la miglior attrice non protagonista in una serie comica a Juno Temple
  - 2022 – Candidatura per la miglior attrice non protagonista in una serie comica a Hannah Waddingham
  - 2022 – Miglior regia di una serie comica a MJ Delaney per l'episodio Zero matrimoni e un funerale
  - 2022 – Candidatura per la miglior sceneggiature di una serie comica a Jane Becker per l'episodio Zero matrimoni e un funerale
- Satellite Award
  - 2021 – Candidatura per il miglior attore in una serie commedia o musicale a Jason Sudeikis
- Screen Actors Guild Award
  - 2021 – Miglior attore in una serie commedia a Jason Sudeikis
  - 2021 – Candidatura per il miglior cast in una serie commedia
  - 2022 – Miglior attore in una serie commedia a Jason Sudeikis
  - 2022 – Candidatura per il miglior attore in una serie commedia a Brett Goldstein
  - 2022 – Candidatura per la miglior attrice in una serie commedia a Juno Temple
  - 2022 – Candidatura per la miglior attrice in una serie commedia a Hannah Waddingham
  - 2022 – Miglior cast in una serie commedia